# 999 v.Chr.
Het jaar 999 v.Chr. is een jaartal in de 10e eeuw v.Chr. volgens de christelijke jaartelling. In deze tijd zijn de dateringen meestal niet veel nauwkeuriger dan plusminus een aantal jaar.

## Geboren
- Hiram I, Fenicisch koning van Tyrus (overleden 935 v.Chr.)